# Movila Miresii, Brăila
Movila Miresii este satul de reședință al comunei cu același nume din județul Brăila, Muntenia, România.